# Colletes asiaticus
Colletes asiaticus là một loài Hymenoptera trong họ Colletidae. Loài này được Kuhlmann mô tả khoa học năm 1999.